# Skiflug-Weltmeisterschaft 1990
Die 11. Skiflug-Weltmeisterschaft wurde vom 24. bis zum 25. Februar 1990 auf dem Vikersundbakken im norwegischen Vikersund ausgetragen. Nach 1977 fand die WM zum zweiten Mal vor den Toren Oslos statt. Insgesamt starteten 56 Springer aus 16 Nationen.
Frauen waren zur damaligen Zeit noch nicht zum Skispringen oder gar zum Skifliegen zugelassen. Auch einen Teamwettkampf gab es noch nicht.

## Favoriten
Nach dem Verlauf der bis dahin stattgefundenen Weltcupspringen inklusive der Vierschanzentournee war es schwer, klare Favoriten zu benennen. Mit dem aktuellen Vierschanzentourneesieger Dieter Thoma musste auf jeden Fall zu rechnen sein, ebenso mit dem Dauerbrenner und Tourneezweiten Jens Weißflog. Sein sportlicher Dauerrivale Matti Nykänen hatte offensichtlich seine besten Zeiten hinter sich; in der laufenden Weltcupsaison hatte er nur einen Podiumsplatz erringen können und bei der Vierschanzentournee war er nicht mehr in die Top Ten gekommen. Dennoch war mit der finnischen Mannschaft zu rechnen, mit Ari-Pekka Nikkola und dem Tourneedritten Risto Laakkonen hatten sie zwei starke Springer am Start. Auch die tschechoslowakische Mannschaft hatte mit Altmeister Pavel Ploc, Dluhoš, Parma und dem sehr starken František Jež Siegspringer aufgeboten. Speziell Jež hatte bis zur WM fünf Weltcup-Springen gewonnen, darunter das Tourneespringen in Bischofshofen. Hinzu kam noch die starke Mannschaft aus Österreich mit den erfahrenen Athleten Ernst Vettori sowie Andreas Felder. Die jüngeren Werner Haim und Heinz Kuttin komplettierten das Aufgebot, die in der Weltcup-Saison auch schon Podiumsplätze erreicht hatten. Zuletzt waren noch die Norweger zu nennen, auf denen mit dem einheimischen Titelverteidiger Ole Gunnar Fidjestøl kein geringer Druck lastete. Allerdings ergaben die bis dahin erzielten Ergebnisse im Weltcup nicht unbedingt Anlass zu großen Hoffnungen. 
Auch die politischen Umwälzungen in Ost- und Mitteleuropa gingen nicht ganz spurlos an der WM vorbei. Der polnische Verband sah sich nicht in der Lage, eine Mannschaft zu entsenden. Nach dem Rücktritt ihres Aushängeschildes Piotr Fijas und den Problemen im Land verzichtete der polnische Skiverband auf einen Start. Und auch in der DDR sorgten geänderte Prioritäten beinahe für einen Eklat. Das finanzintensive Leistungssportsystem stand auf dem Prüfstand, so dass alle Sportverbände des DTSB zum Sparen angehalten waren. So kam es, dass der DLSV nicht wie früher üblich Jens Weißflogs Heimtrainer Joachim Winterlich für die WM mit akkreditieren wollte, sondern nur die Verbandstrainer Reinhard Heß und Henry Glaß. Erst nach Weißflogs Drohung, die WM zu boykottieren, durfte Winterlich mitfliegen. Er betreute außerdem noch Ralph Gebstedt. Entgegen den Planungen von Cheftrainer Reinhard Heß bestand das DDR-Aufgebot letztlich nur aus drei Springern, da René Kummerlöw nach starkem Saisonbeginn keine überzeugenden Leistungen mehr brachte.

## Modus
Ursprünglich waren wieder zwei Wettkampftage geplant. Allerdings musste schon das Training am Freitag, den 23. Februar, abgesagt werden, da vor Ort Plusgrade um die 10 °C herrschten. Zudem wurde die Schanze erst in der Nacht zum Sonnabend in einem Großeinsatz endgültig präpariert. Aber auch am 24. Februar ließen die Wetterbedingungen eine reguläre Austragung nicht zu, so dass letztlich die WM am Sonntag, den 25. Februar, nach einem Probedurchgang an nur einem Wettkampftag entschieden wurde. Dies bedeutete, dass von den drei absolvierten Wettkampfsprüngen die zwei besten in die Wertung eingingen.

## Gesamtergebnis
Vor 25.000 Zuschauern, darunter Norwegens damaliger König Olav V., startete nach nervenaufreibender Wartezeit der Wettbewerb am Sonntag. Jens Weißflog setzte dabei im Probedurchgang mit der Verbesserung des Schanzenrekordes von 163 auf 164 m gleich die erste Marke. Im ersten Wertungsdurchgang schaffte er gute 161 m, während der Dreifacholympiasieger von Calgary, Matti Nykänen, mit 171 m nochmals zu alter Form aufzulaufen schien. Diesem Supersatz folgten im zweiten Durchgang allerdings nur 132 m, während nun Dieter Thoma, nach Durchgang 1 noch auf Rang 38, mit 171 m bewies, dass sein Vierschanzentourneesieg kein Zufall war. Führend war zwischenzeitlich nun aber Jens Weißflog, der mit 170 m im zweiten Durchgang den dritten und letzten 170er Sprung des Tages setzte. Während Felder, Fidjestøl und auch Nikkola nach zwei Durchgängen noch in Medaillenreichweite lagen, kamen die anderen Favoriten mit dem Riesenbakken nicht zurecht. Im dritten Durchgang war kaum noch ein Springer im nasser und damit langsamer werdenden Schnee in der Lage, sich zu verbessern. Dieter Thoma sprang jedoch mit der Durchgangshöchstweite von 165 m zehn Meter weiter als Nykänen und Weißflog reichten die 153 m nicht, um den Silberrang zu belegen. Der finnische Altmeister landete bei 155 m, die am Ende Rang zwei mit nur 1,5 Punkten Vorsprung vor Jens Weißflog bedeuteten. Für Nykänen war es die letzte Medaille bei einer internationalen Skisprungmeisterschaft und der letzte Podestplatz bei einem Weltklassespringen. Weißflogs dritter Rang bedeutete auch die letzte Medaille in einem wichtigen Wettbewerb für einen Springer aus der DDR. Da Fidjestøl sich im dritten Durchgang nicht mehr verbesserte, gab es keine Medaille für die Norweger vor heimischen Publikum. Zu den Enttäuschten gehörten die Tschechoslowaken, deren bester Vertreter Pavel Ploc auf Rang 14 einkam. Für den neuen Skiflug-Weltmeister Dieter Thoma war die Saison 1989/90 bestens verlaufen. Nach dem Gewinn der Vierschanzentournee holte er in Vikersund bei seinem ersten Skiflug-Wettbewerb gleich den Weltmeistertitel. Er war auch der letzte Titelträger im Parallelstil
| Platz | Name                  | Land             | Weiten (in m) | Punkte |
| ----- | --------------------- | ---------------- | ------------- | ------ |
| 01.   | Dieter Thoma          | BR Deutschland   | 135/171/165   | 357,7  |
| 02.   | Matti Nykänen         | Finnland         | 171/132/155   | 350,8  |
| 03.   | Jens Weißflog         | DDR              | 161/170/153   | 349,3  |
| 04.   | Andreas Felder        | Österreich       | 165/165/158   | 346,4  |
| 05.   | Ole Gunnar Fidjestøl  | Norwegen         | 167/157/148   | 340,0  |
| 06.   | Ari-Pekka Nikkola     | Finnland         | 160/165/131   | 339,2  |
| 07.   | Werner Haim           | Österreich       | 157/163/145   | 337,7  |
| 08.   | Thomas Klauser        | BR Deutschland   | 160/153/153   | 333,9  |
| 09.   | Virginio Lunardi      | Italien          | 160/159/139   | 333,4  |
| 10.   | Roberto Cecon         | Italien          | 155/141/150   | 326,0  |
| 11.   | Per-Inge Tällberg     | Schweden         | 134/147/158   | 325,9  |
| 12.   | Jon Inge Kjørum       | Norwegen         | 154/157/98    | 325,0  |
| 13.   | Michail Jessin        | Sowjetunion      | 159/149/135   | 321,6  |
| 14.   | Pavel Ploc            | Tschechoslowakei | 139/167/132   | 321,1  |
| 15.   | Miran Tepeš           | Jugoslawien      | 150/136/143   | 319,9  |
| 16.   | Stephan Zünd          | Schweiz          | 125/164/135   | 315,5  |
| 17.   | Ernst Vettori         | Österreich       | 155/144/127   | 314,9  |
| 18.   | Josef Heumann         | BR Deutschland   | 152/152/132   | 312,9  |
| 19.   | Pawel Kustow          | Sowjetunion      | 152/148/123   | 312,7  |
| 20.   | Heinz Kuttin          | Österreich       | 145/145/145   | 312,5  |
| 21.   | Andreas Bauer         | BR Deutschland   | 145/153/132   | 311,6  |
| 22.   | Franci Petek          | Jugoslawien      | 149/152/130   | 311,0  |
| 23.   | Noriaki Kasai         | Japan            | 150/151/138   | 310,5  |
| 24.   | Ralph Gebstedt        | DDR              | 152/147/130   | 310,4  |
| 25.   | Primož Ulaga          | Jugoslawien      | 148/154/114   | 310,3  |
| 26.   | František Jež         | Tschechoslowakei | 150/146/129   | 309,0  |
| 27.   | Jan Boklöv            | Schweden         | 153/147/113   | 308,7  |
| 28.   | Christian Hauswirth   | Schweiz          | 143/54/115    | 307,8  |
| 28.   | Martin Švagerko       | Tschechoslowakei | 151/146/136   | 307,8  |
| 30.   | Masahiko Harada       | Japan            | 140/149/126   | 302,9  |
| 31.   | Staffan Tällberg      | Schweden         | 138/144/139   | 302,8  |
| 32.   | Ladislav Dluhoš       | Tschechoslowakei | 94/145/136    | 300,7  |
| 33.   | Vegard Opaas          | Norwegen         | 150/135/128   | 298,4  |
| 34.   | Didier Mollard        | Frankreich       | 147/122/130   | 295,6  |
| 35.   | Andrei Werweikin      | Sowjetunion      | 145/136/125   | 292,5  |
| 36.   | Matjaž Zupan          | Jugoslawien      | 147/136/127   | 291,7  |
| 37.   | Juri Golowschtschikow | Sowjetunion      | 137/14/126    | 290,3  |
| 38.   | Christoph Lehmann     | Schweiz          | 137/145/122   | 289,8  |
| 39.   | Magne Johansen        | Norwegen         | 137/134/130   | 288,1  |
| 40.   | Risto Laakkonen       | Finnland         | 129/145/127   | 285,6  |
| 41.   | Ron Richards          | Kanada           | 134/135/128   | 282,3  |
| 42.   | Rune Olijnyk          | Norwegen         | 131/139/114   | 281,2  |
| 43.   | Heiko Hunger          | DDR              | 140/124/126   | 280,8  |
| 44.   | Ted Langlois          | USA              | 132/127/127   | 276,7  |
| 45.   | Manabu Nikaidō        | Japan            | 140/129/105   | 276,4  |
| 46.   | Nicolas Jean-Prost    | Frankreich       | 130/127/118   | 276,3  |
| 47.   | John Lockyer          | Kanada           | 131/128/110   | 265,9  |
| 48.   | Bernat Solà           | Spanien          | 129/120/120   | 263,2  |
| 49.   | Thomas Kindlimann     | Schweiz          | 131/122/104   | 262,1  |
| 50.   | Naoki Yasuzaki        | Japan            | 116/12/126    | 261,5  |
| 51.   | Colin Capel           | Kanada           | 117/128/116   | 259,1  |
| 52.   | Magnus Åström         | Schweden         | 126/106/116   | 251,1  |
| 53.   | Kurt Stein            | USA              | 117/120/110   | 242,9  |
| 54.   | Roberto Frison        | Italien          | 118/123/103   | 238,5  |
| 55.   | Bryan Sanders         | USA              | 116/113/95    | 230,9  |
| 56.   | Jim Holland           | USA              | 109/109/103   | 217,6  |